# Халістан

Прапор борців за незалежний Халістан

Халістан (букв. країна чистих) — проєкт створення національної сикхської держави на території індійського штату Пенджаб, де встановився синтез ісламу й індуїзму. Столицею сикхів є місто Амритсар.

## Історія
- 1920 — створення партії «Акалі дал».
- 1944 — сикхська партія «Акалі дал» вперше висуває вимогу про створення на території штату Пенджаб незалежної держави Сикхістан.
- 1971 — у Пенджабі на пів року вводиться президентське правління. У відповідь на це Дж. С. Чаухан (відомий вчений-сикх, член партії «Акалі дал») висуває гасло про створення «Халістану».
- 1987 — 7 жовтня було оголошено про створення «незалежної» держави Халістан. Президентом «нової держави» став Гурміт Сингх Аулах (вельми поважаний емігрант, що очолював у США сикхську діаспору). Незалежність була проголошена в столиці США.